# Matka

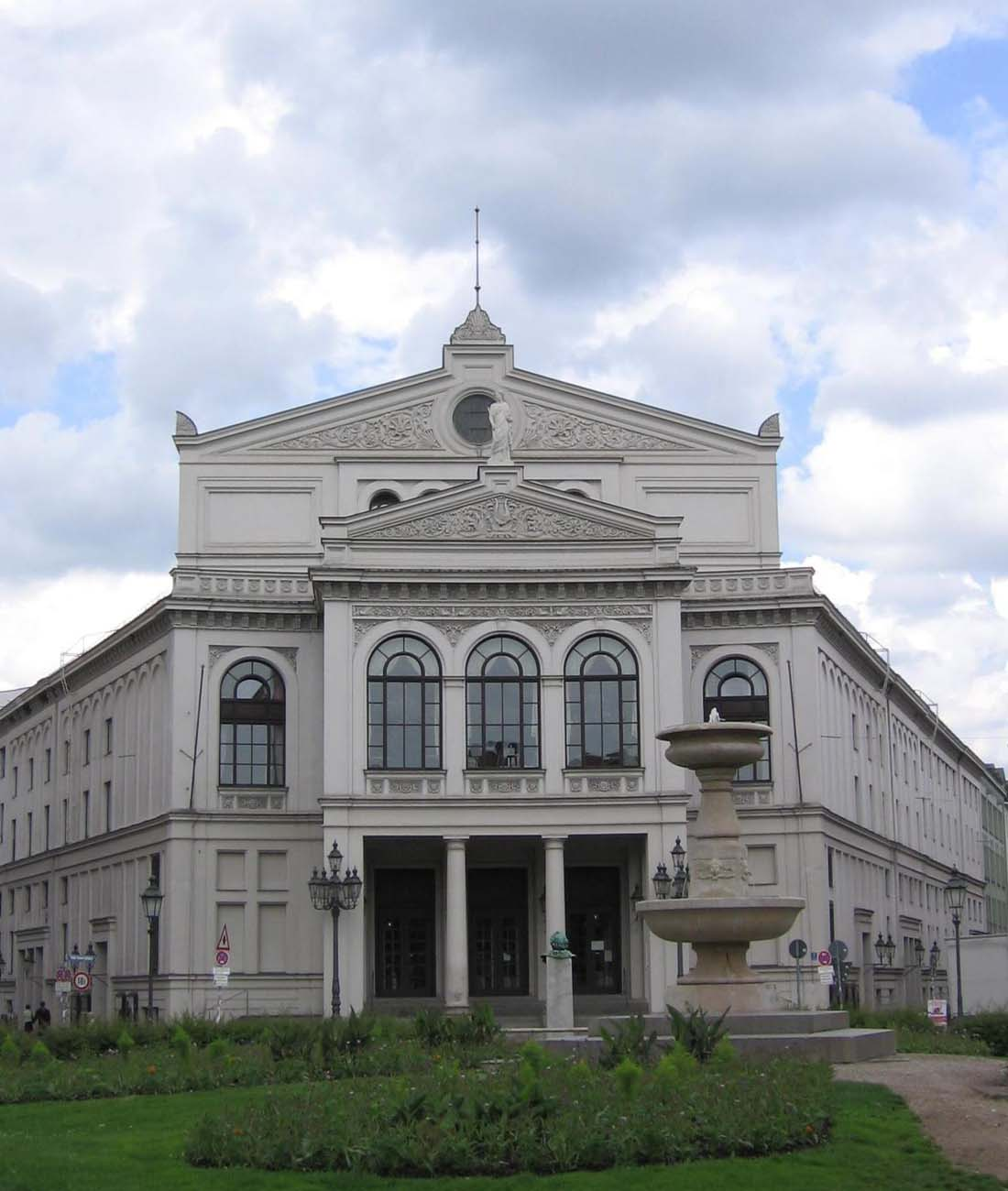
le théâtre de la Matka

Matka (français : La Mère) opus 35 est un opéra en dix scènes d'Aloïs Hába sur un livret du compositeur. Composé sur la base des micro-intervalles de quarts de ton, il est créé en mai 1931 en allemand au Gärtnerplatztheater de Munich sous la direction de Hermann Scherchen et repris en langue tchèque à l'Opéra du 5 mai à Prague en 1947 sous la direction de Karel Ančerl qui fut le répétiteur lors de la création à Munich.

## Rôles
- Křen, un fermier (ténor)
- Maruša, sa femme (soprano)
- Francka, fille de Kren (premier mariage (soprano)
- Nanka, fille de Kren (premier mariage) (mezzosoprano)
- Maruša, fille de Kren (premier mariage) (soprano)
- Francek, fils de Kren (premier mariage) (ténor)
- Vincek (ténor)
- Beau-père de Kren (basse)
- Sœur d'adoption (soprano)
- Frère d'adoption (basse)
- Prêtre (ténor)
- Vieille femme en pleurs (soprano)
- Vieille femme en pleurs (soprano)

## Argument
Dans une région  pauvre de Moravie, un petit fermier Kren vit là avec sa famille nombreuse. Gros travailleur sa première femme est morte d'épuisement au travail. Il se remarie avec Marusa qui ne supporte pas le caractère difficile de son mari.